# Конищев, Александр Евгеньевич
Алекса́ндр Евге́ньевич Конищев (1945 — 22 декабря 2014, Воронеж) — советский и российский баянист, концертмейстер оркестра Воронежского государственного академического русского народного хора; заслуженный артист РСФСР (1986).

## Биография
Игре на баяне учился у отца. Более 20 лет работал баянистом-концертмейстером оркестра русских народных инструментов Воронежского государственного академического русского народного хора; более 10 лет — в Воронежской филармонии.
Аккомпанировал народной артистке РФ Екатерине Молодцовой, заслуженной артистке РФ Лидии Струковой.
В последние годы перенёс ампутацию нижних конечностей по поводу облитерирующего атеросклероза.

### Семья
Жена — Софья Газизовна;
- сын — Антон.

## Творчество
В сольных выступлениях, отличавшихся виртуозностью, использовал баян, рояльную гармошку, гармошку-черепашку.
Писал музыку к танцевальным постановкам.

## Награды
- заслуженный артист РСФСР (1986).